# 234 до н. е.

## Події
- Грузія: Саурмаг I став 2-м царем;

## Народились
- Марк Порцій Катон Старший

## Померли
- Фарнаваз I — цар Грузії (299—234 рр до н. е. правління)